# Lijst van Hoogstratenaren
Deze Lijst van Hoogstratenaren geeft een overzicht van bekende personen die geboren of woonachtig zijn of waren in Hoogstraten of een andere significante band met de gemeente hebben, bijvoorbeeld een straatnaam:
- Adel
  - Categorie:Heer van Hoogstraten
  - Categorie:Graaf van Hoogstraten
  - Categorie:Hertog van Hoogstraten

- Architect
  - Rombout II Keldermans (1460) Sint-Katharinakerk
  - Domien de Waghemakere (~1460) poortgebouw, torens en vleugels van het kasteel
  - Victor Besme (1834) mouterij en schuur kasteel van Hoogstraten
  - Pieter Jozef Taeymans (1842) provinciaal architect
  - Charles van Rysselberghe (1850) Gent
  - Octave Van Rysselberghe (1855) Brussel
  - Jules Goethals (1855) verbouwing Kapucijnenklooster (Meersel-Dreef)
  - Jules Taeymans (1872) provinciaal architect
  - Jozef-Louis Stynen (1907) heropbouw Sint-Katharinakerk
  - Jozef Schellekens (architect) (1909) heropbouw stadhuis

- Brouwer
  - Gerardus Sterkens (1651), brouwer in Meer

- Grootgrondbezitters in Hoogstraten (>500ha)
  - Maximiliaan Van den Bergh (1802), handelaar, reder, Antwerpen (Domein Maxburg)
    - Jean Félix Van den Bergh (1807) , Tweede eigenaar Maxburg

  - Jean-Baptiste Voortman (1804), textielindustrieel, Gent (Domein Den Rooy)
  - Edouard Jaequemyns (1806), volksvertegenwoordiger, Gent (Domein Heerle)
    - Hippolyte Rolin (1804), minister, Gent, zakenpartner J., jeneverstokerij Broederstede
    - Gustave Rolin-Jaequemyns (1835), minister, Gent , Gehuwd met Emilie J., tweede eigenaar
    - Jean-Baptiste Van Rysselberghe, (1820), directeur landbouw- en ontginningswerken domein Heerle,
    - Alfons Desmedt (1869), opzichter domein Heerle

  - John Lysen (1868) Jachtslot 'Kasteel ter Meiren', alle gronden tezamen +/- 900ha
    - Paul Houtart, woonde op jachtslot John Lysen van 1947 tot 1966

  - Albert Carlier (1872), frambozenteelt op De Pampa

- Kunstenaar
  - Meester van Hoogstraten (16e eeuw), kunstschilder
  - Denys van Sevendonck (ca. 1547–1551), goudsmid
  - Jacob van Reesbroeck (1620), kunstschilder
  - Pieter Faes (1750), kunstschilder
  - Joris Frederik Ziesel (1757), kunstschilder
  - Emilie Jaequemyns (1842), prentkunstenaar
  - Clara Voortman-Dobbelaere (1853), kunstschilderes, beeldhouwster, fotografe
  - Karel Boom (1858), kunstschilder
  - Wiebe Reijinga (1860), kunstschilder
  - Alfred Ost (1884), kunstschilder
  - Jan Huet (1903), glasraamkunstenaar
  - Maurits Bilcke (1913), grafisch kunstenaar, journalist
  - Jos Adams (1920), kunstschilder
  - Jef van der Heyden (1926), Nederlands filmregisseur
  - Louis Fransen (1928), keramiekkunstenaar
  - Etienne Van Nyen (1935), ontwerper Hoogstraten in groenten en bloemen
  - Paul Verbeeck (1937), beeldhouwer
  - Raph Huet (1941), glasraamkunstenaar
  -  Jef Martens (1952), zanger, beeldhouwer
  - Pol Matthé (1982), installatiekunstenaar
  - Nel Aerts (1987), hedendaagse kunst

- - Externe kunstenaars (woonden niet in Hoogstraten)
    - Jehan Mone (1480), praalgraf Antoon de Lalaing en Elisabeth van Culemborg
    - Pieter Coecke van Aelst (1502), glasramen Sint-Katharinakerk
    - Jacobus Nieuwlants, 1611, schilderij "Christus aan het kruis"
    - Pieter Scheemaeckers (1640), praalgraf hertog Niklaas Leopold van Salm-Salm
    - Dirk Verrijk (1734), schets van de kerk van Minderhout
    - Jean-Baptiste Capronnier (1814), glasramen Sint-Katharinakerk
    - Franz Gailliard (1861), kunstschilder, maakte pentekeningen in het bedelaarsgesticht
    - Delhaye orgel begijnhofkerk
    - Leopold Van Esbroeck (1911), kapelletjes Kruisweg en Rozenkranspark
    - Jan Willemen (1912), glasramen kerk Sint-Katharinakerk
    - Jef Jacobs, Mariabeeld Klein-Seminarie en beelden Mariapark Meersel-Dreef
    - Pien Storm van Leeuwen (1945), poosplaatsen langs de Mark
    - Luk van Soom (1956), 'Het Verlangen', beeld te Minderhout
    - Tom De Houwer (1974), ontwerper Hoogstraten in groenten en bloemen

- Literatuur – uitgevers – schrijvers
  - Michiel Hillen van Hoogstraten (ca. 1476), uitgever, drukker, boekbinder
  - Jacobus Zovitius (1512), toneelschrijver
  - Antonius Schorus (1525), filoloog
  - Jacques Van Aertselaer (1805), gemeenteonderwijzer
  - Lodewijk de Koninck (1838), schrijver, dichter
  - Gustaaf Segers(1848), schrijver
  - Hendrik Versmissen (1879), arts, dichter
  - Emiel Van Bergen (1885), Vlaams-nationalist en activist
  - Jef Verschueren (1952), hoogleraar taalkunde en schrijver
  - Marc Pairon (1959), dichter
  - Leen Huet (1966), kunsthistorica en schrijfster
  - Toon Horsten (1969), journalist, schrijver

- Media – film
  - Robert Marcel (1900), acteur Wij, Heren van Zichem
  - Marc Leemans (1925), acteur De Paradijsvogels
  - Walter Smits (1947), acteur Slisse & Cesar (VTM)
  - Lieven Van Gils (1964), journalist
  - Kim Holland (1969), pornoactrice, producente
  - Ellen Huet (1985), VJ JIM
  - Kaat Haest theatermaakster en presentatrice radio Klara

- Militairen
  - Don Luis Carrillo de Castilla Spaanse kapitein in 't kasteel van Hoogstraten (1569-1573)
  - Sebastiano Pagano electo Unie van Hoogstraten
  - Auguste Baudin (1800-1877), Frans admiraal en koloniaal bestuurder
  - Ronald Edmond Balfour (1904-1945), Brits majoor

- Muziek
  - Martin Posselius (circa 1580) orgelbouwer en organist,
  - Floris van der Mueren (1890), organist, componist en musicoloog
  - Louis Doms (1897), muzikant en volksdeskundige
  - Jos Bruurs (1928), organist-titularis, ereburger van Hoogstraten
  - Guido Belcanto (1953), zanger
  - Fred Van Ostaeijen (1954), dj, muzikant van Desperated Company, eigenaar Highstreet
  - Martinus Wolf (1964), componist
  - Hans Casteleyn (ca. 1973), dirigent, muziekleraar
  - Sam Vloemans (1979), multi-instrumentalist, componist, arrangeur, producer
  - Jef Martens (1980),  Basto en Lazy Jay
  - Deborah De Ridder (1982), (musical)actrice
  - Anne Van Opstal (1986), (musical)actrice
  - Thibault Christiaensen (ca. 1995) Rock/Punkband Equal Idiots
  -  Pieter Bruurs (ca. 1995) Rock/Punkband Equal Idiots
  - Fleur Strijbos (1997), sopraan

- Politiek
  - Categorie:Burgemeester van Hoogstraten
  - Lijst voormalige burgemeesters
  - Jean Louis Bausart (1778), provinciaal politicus, directeur Bedelaarsgesticht (1810-1852)
  - Maximilien Bausart (1841), politicus
  - Georges Dupret (1850), senator
  - Alphonse Versteylen (1859), volksvertegenwoordiger
  - Lambert Jageneau (1879), Vlaams-nationalist
  - Jozef Rommens (1880), politicus
  - Jozef Jespers (1895), politicus
  - Julius Mertens (1899), politicus
  - Marten Fortuyn (1943), politiek adviseur
  - Zefa Raeymaekers (1922), politica, ereburger van Hoogstraten
  - Julien Van Aperen (1950), volksvertegenwoordiger
  - Staf Pelckmans (1958), politicus

- Religie
  - Eligius van den Aker (14e eeuw), priester
  - Jacob van Hoogstraten (1460), inquisiteur in Keulen
  - Henricus van Houterlé (15e eeuw), College van Houterlé in Leuven
  - Jan de Wijse (1636), stichter klooster Meersel-Dreef
  - Anne Matthews (1732), priorin Karmelietessenklooster (Hoogstraten)
  - Joannes Lambertz (1785), stichter Belgische Ursulinen (Spijker)
  - Antonius Maria Bodewig (1839), stichter klooster Mariaveld (Minderhout)
  - Jeroom Van Aertselaer (1840), bisschop in China
  - Antonius Eestermans (1858), bisschop van Lahore Pakistan
  - August Desmedt (1860), kanunnik Sint-Romboutskapittel Mechelen
  - Leo Senden (1888), priester-deken tijdens de wereldoorlog
  - Maurits Van Hoeck (1890), priester, schrijver
  - Jozef De Clerck (1894), scheutist in China
  - Jozef Lauwerys (1896), priester-deken, eerste ereburger van Hoogstraten
  - François Houtart (1925), priester, bevrijdingstheoloog
  - Albert Naveau (1906), priester, oorlogsheld
  - Remi Lens (1902), priester, kunstenaar
  - Bruno Aerts (1967), vicaris-generaal

- Sport
  - Martial Van Schelle (1899), zwemmer, bobslee
  - Théo Herckenrath (1911), wielrenner
  - John Braspennincx (1914), wielrenner
  - Guillaume Van Tongerloo (1933), wielrenner
  - Jan Verheyen (1944), voetballer
  - Fons Bastijns (1947), voetballer
  - Gust Desmedt (1947), eventing paardensport
  - Jef Aerts mensport
  - André Laurijssen (1951), voetballer
  - Ludo Peeters (1953), wielrenner
  - André Delcroix (1953), wielrenner
  - Marc Rigouts (1958) , eventing paardensport
  - Wim Lambrechts (1967), veldrijder
  - Bart De Roover (1967), voetballer, trainer
  - Sabine Snijers (1970), wielrenster
  - Gert Verheyen (1970), voetballer
  - Erik Dekker (1970), wielrenner
  - Karin Donckers (1971), eventing paardensport
  - Servais Knaven (1971), wielrenner
  - Jeroen Blijlevens (1971), wielrenner
  - Natascha den Ouden (1973), wielrenster
  - Peter Meeusen (1973), voetballer
  - Dave Bruylandts (1976), wielrenner
  - Niels Jespers (ca. 1986), klimmer
  - Igor Sijsling (1987), tennisspeler
  - Joeri Adams (1989), veldrijder
  - Kristof Schroé (1990), turner
  - Reginald Kools (~1994) , boogschutter (archery compound top 100)
  - David Dekker (1998), wielrenner
  - Senna Roos (2002), handboogschutter

- Verzetsheld - oorlog
  - Alfred de Wilde (1878), vrederechter, oorlogsschade
  - Marcel Rosiers (1893), politiek gevangene
  - Maria Verhoeven (1898), pilotenlijn

- Wetenschap
  - Paul Stoffels (1962), Vice Chair of the Executive Committee & Chief Scientific Officer Johnson & Johnson, verheven in adelstand (baron)
  - Marleen De Meyer (1975), egyptologe
  - Jan Van Bavel (?), socioloog / demograaf